# Impôt du sang
L'impôt du sang est un impôt en nature qui consiste en une obligation de service militaire sur une période plus ou moins longue, et qui s'applique sur une portion donnée de la population.

## En France

### Sous l'Ancien Régime
En France, l'impôt du sang est le seul impôt auquel était soumise la noblesse française jusqu'en 1695, année de l'apparition de la capitation en France.
Il consistait en un devoir d'être constamment disponible pour le service du Roi. Son existence est le fondement de la noblesse féodale et moderne et de son exemption de la taille.

### AuxXIXeetXXesiècles
À cette époque, l'impôt du sang désigne la conscription, alors en vigueur en France.

## Dans l'Empire Ottoman
Voir Devchirmé.